# Dieudonné Nzapalainga
Dieudonné Nzapalainga CSSp (ur. 14 marca 1967 w Bangassou) – środkowoafrykański duchowny rzymskokatolicki, duchacz, administrator apostolski sede vacante Bangi w latach 2009–2012, arcybiskup metropolita Bangi od 2012, kardynał prezbiter od 2016.

## Życiorys
Dieudonné Nzapalainga urodził się 14 marca 1967 w Mbomou. Po szkole podstawowej wstąpił do Niższego Seminarium w Bangassou, a następnie do Saints Apôtres Major of Philosophy w Otélé w Kamerunie, po czym kontynuował naukę w Wyższym Seminarium Duchownym Daniela Brottiera w Libreville. Następnie uzyskał licencjat z teologii we francuskim Centre Sèvres of Frs.
Pierwsze śluby zakonne złożył 8 września 1993 w Zgromadzeniu Ducha Świętego pod opieką Niepokalanego Serca Maryi Panny, a śluby wieczyste 6 września 1997. Święcenia prezbiteratu otrzymał 9 sierpnia 1998.
Po święceniach zajmował następujące stanowiska: 1998–2005: kapelan sierot Fundacji Auteuil (Francja) i wikariusz parafii św. Hieronima w Marsylii; 2005–2009: przełożony regionalny ojców duchaczy (Afryka Środkowa) i proboszcz parafii w Bangi; 2008–2009: przewodniczący Konferencji Wyższych Przełożonych Afryki Środkowej.
26 maja 2009 został mianowany administratorem apostolskim archidiecezji Bangi.
14 maja 2012 papież Benedykt XVI prekonizował go arcybiskupem metropolitą Bangi. 22 lipca 2012 otrzymał święcenia biskupie, a 29 lipca odbył ingres do katedry Matki Bożej Niepokalanego Poczęcia. Głównym konsekratorem był kardynał Fernando Filoni – prefekt Kongregacji ds. Ewangelizacji Narodów, zaś współkonsekratorami arcybiskup Jude Thaddeus Okolo, nuncjusz apostolski Republiki Środkowoafrykańskiej, i biskup Edouard Mathos, biskup diecezjalny Bambari. Jako zawołanie biskupie przyjął słowa „Ad Imaginem Dei Creavit Illum” (Na obraz Boży go stworzył). 29 czerwca 2013 w bazylice św. Piotra na Watykanie odebrał od papieża Franciszka paliusz metropolitalny.
9 października 2016 podczas modlitwy Regina Coeli papież Franciszek ogłosił, że mianował go kardynałem. 19 listopada 2016 na konsystorzu w bazylice św. Piotra kreował go kardynałem prezbiterem, a jako kościół tytularny nadał mu bazylikę św. Andrzeja „della Valle”, a 18 grudnia uroczyście objął swój kościół tytularny w Rzymie.